# Hathayoga pradipika
Hathayoga pradipika (sanskrit: Haṭhayoga-Pradīpikā, हठ योग प्रदीपिका) är en klassisk lärobok i hathayoga. Den skrevs på 1400-talet av Svami Svatmarama som var lärjunge till Svami Gorakhnath. Hathayoga pradipika är därmed den äldsta bevarade hathayoga-texten och en av de tre klassiska texterna, vid sidan av Gheranda Samhita och Shiva Samhita.
Boken består av fyra kapitel:
1. Asana: Svatmarama hedrar sina lärare, förklarar varför han skrivit boken och vem han skrivit den för. Han beskriver hur och var yoga bör utövas. Svatmarama beskriver sedan 15 asana, och ger rekommendationer för matvanor.
2. Pranayama: Svatmarama tar upp sambanden mellan andning, sinne, kundalini, bandha, nadi och prana. Sedan beskriver han sex karman och åtta kumbhaka.
3. Mudror: Författaren beskriver tio olika mudror.
4. Samadhi: Svatmarama diskuterar samadhi, laya, nada, två mudror och yogans fyra steg.[1]

Hathayoga pradipika är tillägnad Lord Adinatha, vilket är ett annat namn för Shiva (en hinduisk gud för förstörelse och förnyelse), som anses ha uppenbarat hathayogans mysterier för sin gudomliga gemål Parvati.